# Mariä Opferung (Laaberberg)

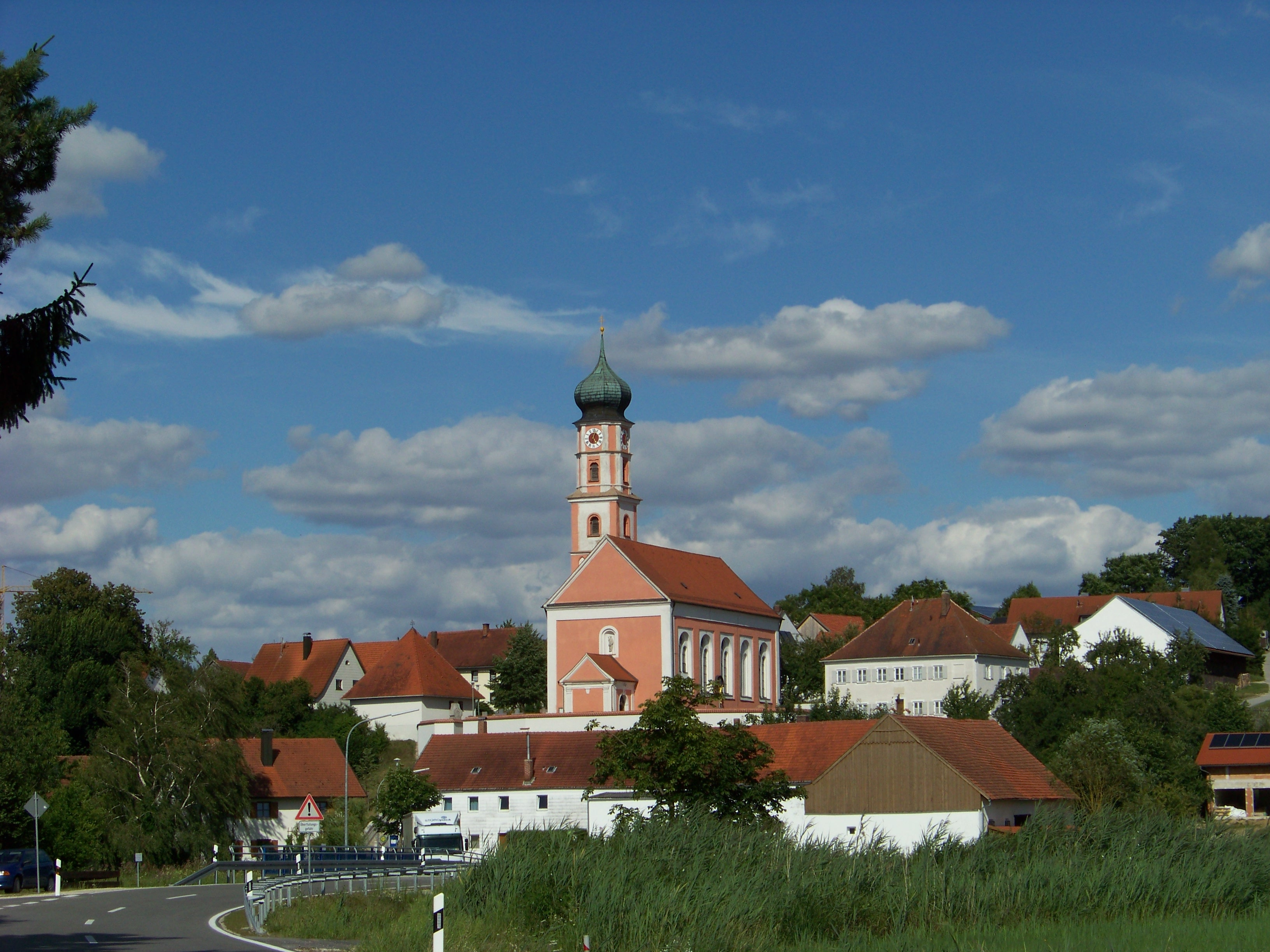
Ortsansicht von Laaberberg mit der Pfarrkirche Mariä Opferung von Westen

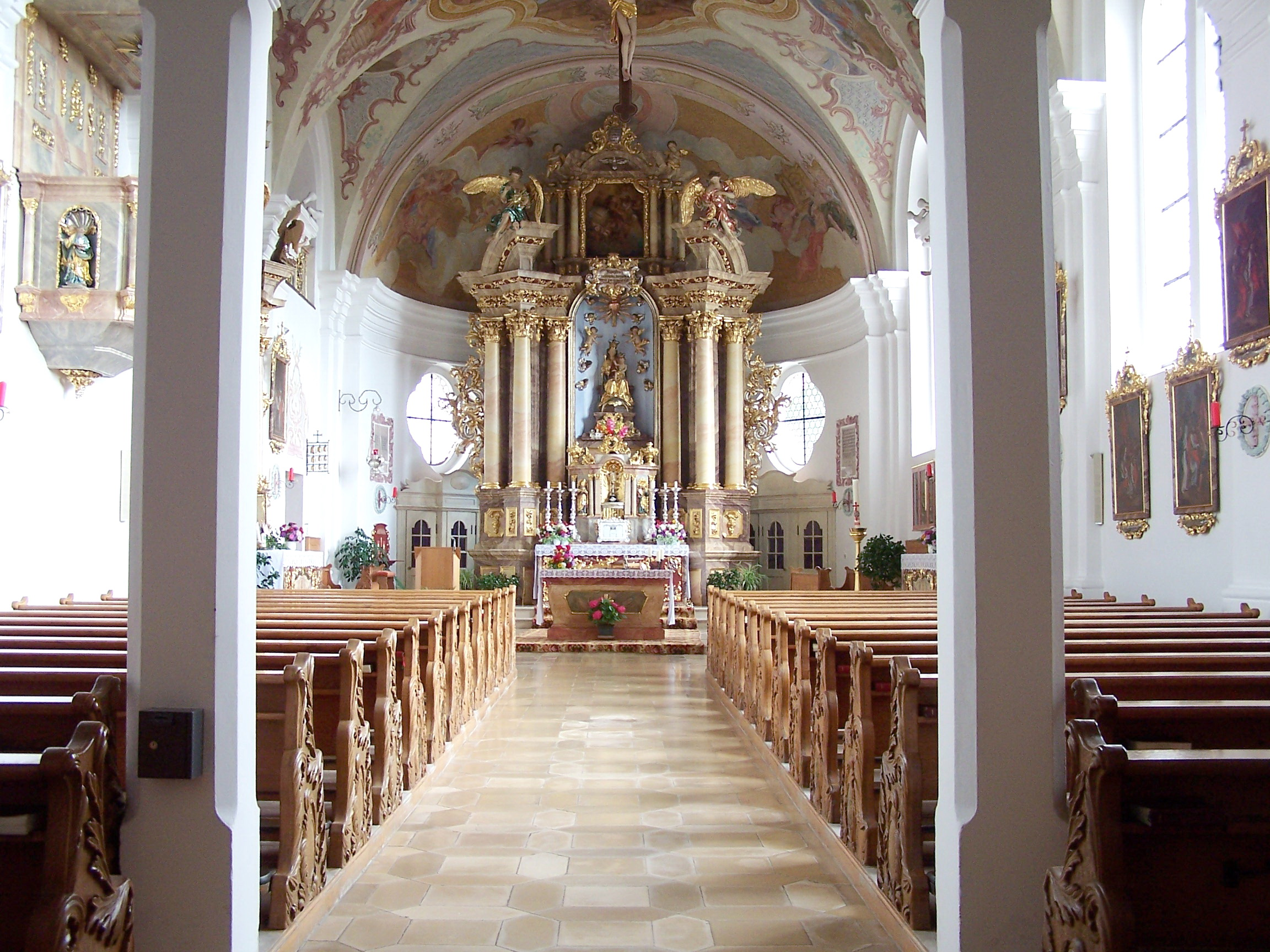
Innenansicht

Die römisch-katholische Pfarr- und Wallfahrtskirche Mariä Opferung in Laaberberg, einem Ortsteil der Marktgemeinde Rohr in Niederbayern im Landkreis Kelheim, ist eine barocke Wallfahrtskirche, die seit jeher eine enge Verbindung zum Kloster Rohr besitzt und auch heute wieder von dort aus seelsorgerlich betreut wird. Das Gotteshaus liegt auf einer Anhöhe über dem Tal der Großen Laber zwischen Rottenburg und Langquaid. Es ist als Baudenkmal mit der Nummer D-2-73-165-30  beim Bayerischen Landesamt für Denkmalpflege eingetragen; außerdem ist es als Kulturgut gemäß der Haager Konvention geschützt. Das Kirchenpatrozinium wird am 21. November, dem Gedenktag Unserer Lieben Frau in Jerusalem, begangen.

## Geschichte

### Baugeschichte
Die heutige Kirche entstand während der 48-jährigen Amtszeit der Rohrer Propstes Patritius von Heydon (1682–1730), der später auch die Klosterkirche Rohr errichten ließ. Den Barockbau unter Einbeziehung des spätgotischen Turmunterbaus führte der Wessobrunner Maurermeister und Stuckateur Joseph Bader in den Jahren 1703 bis 1711 aus. Dass die Pläne für die Kirche – wie manchmal behauptet – von Egid Quirin Asam stammen, darf bezweifelt werden, da dieser zu Baubeginn erst elf Jahre alt war. In der Zeit zwischen 1710 und 1721 erhielt die Kirche ihre im Wesentlichen bis heute erhaltene Ausstattung. 1722 wurde sie von Weihbischof Godefried Langwarth von Simmern geweiht. Im Jahr 1755 wurde das Gewölbe von dem Regensburger Maler Otto Gebhard im farbenprächtigen Rokoko-Stil ausgemalt. 1846 wurden die Fresken von dem Maler Johann Baptist Detter teilweise übertüncht. Das Deckenfresko von der Wallfahrt Ludwigs des Reichen und anderer Bittsteller nach Laaberberg hat Detter um die Darstellung des damaligen Pfarrers Anton Westermayer ergänzt. An diese Renovierungsmaßnahme erinnert eine Steintafel auf der Epistelseite mit folgender Inschrift: Im Jahre 1846 unter dem Pfarrer Herrn Anton Westermayer ist dieses Pfarrgotteshaus durch die milden Beiträge der Pfarrgemeinde zur größeren Ehre Gottes und der Andacht der aller seligsten Jungfrau renoviert worden.
Um 1900 wurde die Kirche erneut renoviert – wiederum mit einer Umgestaltung der Fresken durch den Maler Christian Engleder aus Schierling. Im Jahr 1906 wurden die heutigen Turmuhren angebracht, 1921 die elektrische Beleuchtung installiert. Die letzte Renovierungsmaßnahme wurde zwischen 1986 und 1994 durchgeführt. Dabei wurden unter anderem der vermorschte Dachstuhl erneuert, die teils von Feuchtigkeit stark angegriffenen Fresken restauriert und weitgehend in den Originalzustand zurückversetzt und die heutige Treppe zur Kirche mit 68 Granitstufen errichtet.

## Beschreibung

### Architektur
Die exakt nach Osten ausgerichtete Kirche ist ein stattlicher fünfjochiger Barockbau mit nicht eingezogenem Chor, welcher mit einer halbrunden Apsis schließt. Der lichte und weite Innenraum ist mit einem Tonnengewölbe mit Stichkappen ausgestattet. Ungewöhnlich für die Erbauungszeit der Kirche ist die Form der Langhausfenster: In einer breiten Rundbogenblende sind nebeneinander zwei schmale Rundbogenfenster angeordnet, darüber in der Mitte eine kreisförmige Öffnung. Auch die beiden Chorfenster, die den Hochaltar flankieren, weisen mit ihrer Vierpassform eine besondere Gestalt auf. Im rückwärtigen Bereich ist eine geradlinige Empore eingezogen, die auf der Brüstung Stuck des Baumeisters Joseph Bader trägt.
Auf der Nordseite sind die Sakristei und der 42 Meter hohe Turm angebaut. Der dreigeschossige quadratische Turmunterbau ist spätgotisch, wurde also noch vom Vorgängerbau übernommen. Zweites und drittes Geschoss sind mit zeittypischen Spitzbogenblenden verziert. Auf den spätgotischen Unterbau wurde in der Barockzeit ein viertes quadratisches Geschoss gesetzt, das bereits umrahmte Schallöffnungen enthält. Darüber befindet sich der oktogonale Oberbau mit weiteren Schallöffnungen und den Uhren. Den oberen Abschluss bildet eine barocke Zwiebelkuppel.
Südlich der Kirche befindet sich der Pfarrhof, ein zweigeschossiger Walmdachbau im Stile des Klassizismus von 1808.

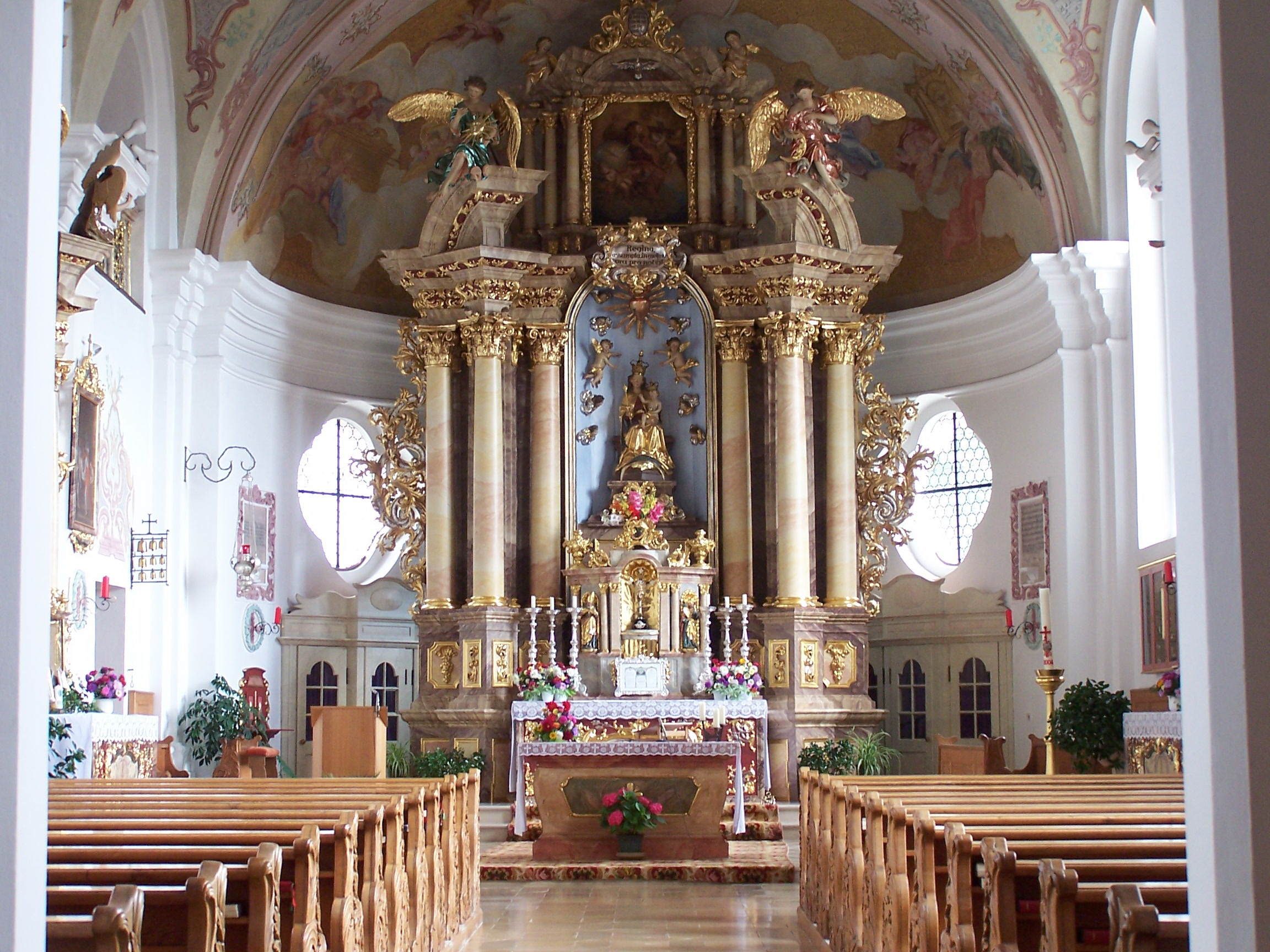
Hochaltar

### Ausstattung
Der Kirchenraum wird dominiert von dem barocken Hochaltar, einem sechssäuligen Aufbau, der 1710 von dem Schreiner Johann Meier aus Kumpfmühl gefertigt und im Jahr darauf von dem Maler Josef Georg Aprill aus Stadtamhof gefasst wurde. Oberhalb des hoch aufbauenden Tabernakels befindet sich in einer Rundbogennische auf einem eigenen Sockel das spätgotische Gnadenbild aus der Zeit um 1470. Es handelt sich dabei um eine Figur der Mondsichelmadonna mit Jesuskind. Dieses wird durch die beiden Säulentripel gerahmt, die segmentbogige Gesimsstücke mit Engelsfiguren tragen. Zwischen diesen ist das von Johann Gebhard, dem Vater Otto Gebhards, gemalte Auszugsbild zu sehen. Es stellt Gott Vater über der blauen Universumskugel mit der Heilig-Geist-Taube und Putten, die das Kreuz Christi tragen, dar. Die beiden als Pendants ausgeführten Seitenaltäre befinden sich an der nördlichen und südlichen Innenwand etwa am Übergang zwischen Langhaus und Chor. Sie dürften wie der Hochaltar von Johann Meier gefertigt und von Josef Georg Aprill gefasst worden sein. Der linke (nördliche) Seitenaltar enthält einen Reliquienschrein mit Gebeinen des Märtyrers St. Gratus, darüber das Altarblatt mit einer Darstellung des heiligen Apostels Thomas und das Auszugsbild der heiligen Anna mit der jungen Maria. Der rechte (südliche) Seitenaltar zeigt einen Reliquienschrein des Märtyrers St. Pazificus, darüber ein eindrucksvolles Gemälde des heiligen Barbara im Nazarenerstil und im Auszug den heiligen Josef mit der Lilie der Reinheit. Das letztgenannte Bild könnte ebenfalls von Johann Gebhard stammen. Alle drei Altarantependien enthalten schöne Bandelwerkschnitzereien aus der Zeit um 1730.
Die barocke Kanzel wurde ebenfalls 1710 von Johann Meier gefertigt und 1717 von dem Maler Michael Feihl aus Geisenfeld gefasst. In den Nischen am Korpus sind kleine Statuen der Evangelisten zu sehen, auf dem Schalldeckel thront eine Schnitzfigur des Rohrer Ordenspatrons Augustinus. Der Kreuzweg auf Leinwand wurde von dem Regensburger Maler Johann Georg Kohlmüller geschaffen – nach Ausweis der Stilelemente wahrscheinlich in der zweiten Hälfte des 18. Jahrhunderts und nicht, wie oft behauptet, im Jahr 1721. Die Deckenfresken von Otto Gebhard aus dem Jahr 1755 zeigen die Patroziniumsdarstellung Mariä Tempelgang sowie rückwärts die Wallfahrt Herzog Ludwigs des Reichen und anderer Bittsteller nach Laaberberg. Über der Orgel in einem schönen dreiteiligen Gehäuse von Georg Friedrich Steinmeyer, das dem Renaissancestil nachempfunden ist, ist außerdem ein Engelskonzert dargestellt.

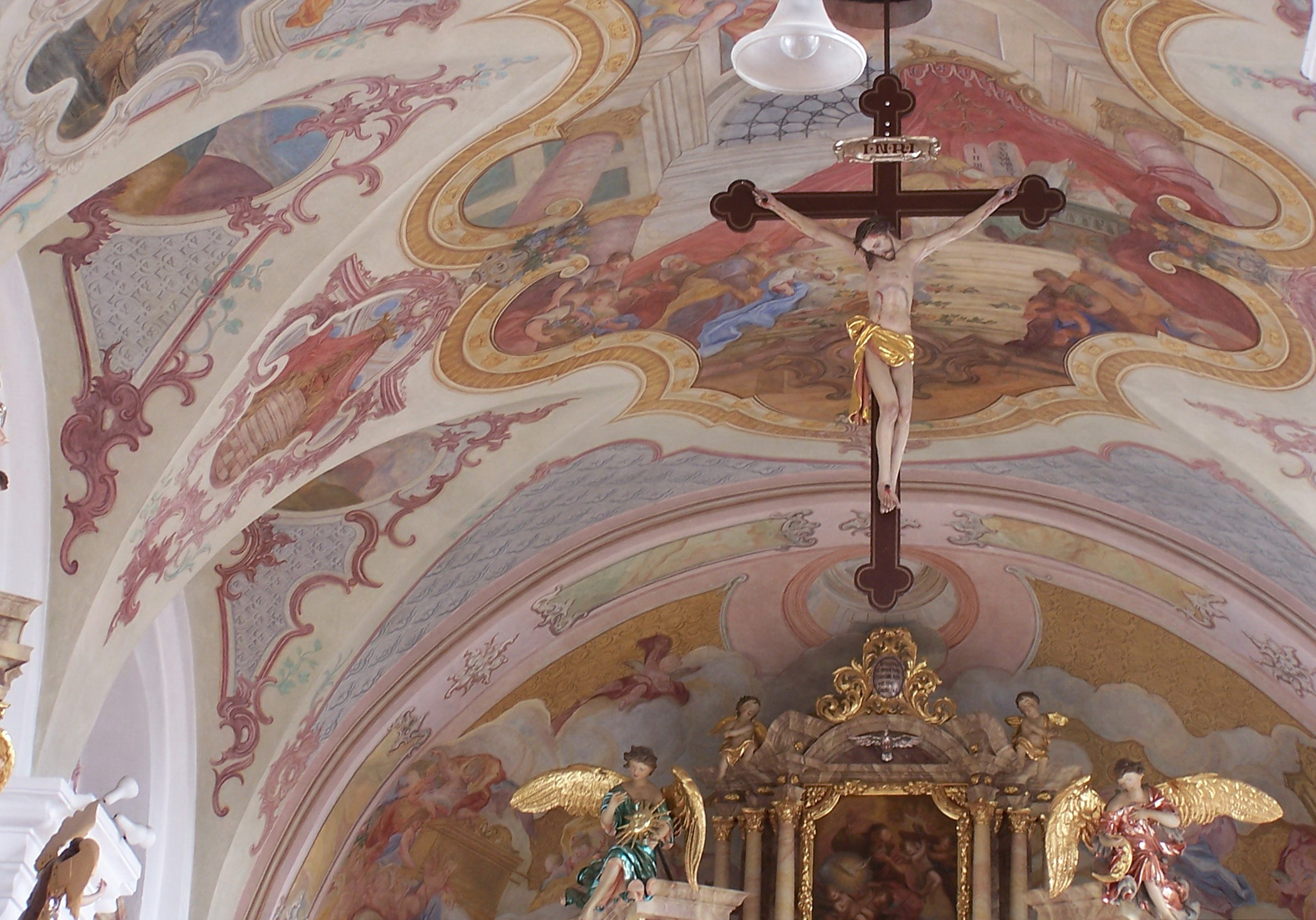
Deckenfresken

In den Gewölbezwickeln sind auf kleinen ovalen Fresken allegorische Darstellungen aus der Lauretanischen Litanei zu sehen: auf der Südseite (von West nach Ost) Maria als Spiegel der Gerechtigkeit, als Lilie unter Dornen, als Morgenstern, als starker Turm Davids und als Tor zum Himmel; auf der Nordseite (von West nach Ost) Maria als elfenbeinerner Turm, als geheimnisvolle Rose, als Meerstern, als Davidsthron und als Bundeslade, in welcher das Allerheiligste geborgen ist. Auch die original barocken Stuhlwangen des modern umgearbeiteten Kirchengestühls enthalten in den aus Eichenholz geschnitzten Akanthuskartuschen Anrufungen aus der Lauretanischen Litanei, allerdings in Textform: auf der rechten Seite (von West nach Ost) Du Hilfe der Christen, Du Unbefleckte Mutter, Du Zuflucht der Sünder, Du Heil der Kranken, Du Mutter Christi, Du wunderbarliche Mutter, Heilige Gottesgebärerin, Trösterin der Betrübten und Heilige Jungfrau aller Jungfrauen; auf der linken Seite (von West nach Ost) Du mächtige Jungfrau, Du gnädige Jungfrau, Du Königin der Engeln. Du ehrwürdige Jungfrau, Du allerweiseste Jungfrau, Du Königin aller Heiligen, Du lobwürdige Jungfrau und Du getreue Jungfrau.

### Orgel
Die Orgel wurde 1888 Georg Friedrich Steinmeyer aus Oettingen erbaut. Das Kegelladeninstrument mit mechanischen Spiel- und Registertrakturen umfasst zehn Register auf einem Manual und Pedal. Es ist hinter einem Neorenaissance-Prospekt untergebracht und besitzt einen freistehenden Spieltisch. Die Disposition lautet wie folgt:
| I Manual C–f3 |            |       |
| 1.            | Bourdon    | 16′   |
| 2.            | Principal  | 8′    |
| 3.            | Salicional | 8′    |
| 4.            | Gamba      | 8′    |
| 5.            | Gedackt    | 8′    |
| 6.            | Octav      | 4′    |
| 7.            | Flöte      | 4′    |
| 8.            | Mixtur III | 2 ⁄3′ |

| Pedal C–d1 |           |     |
| 9.         | Subbaß    | 16′ |
| 10.        | Violonbaß | 8′  |

- Koppeln: I/P

### Glocken
Während des Zweiten Weltkriegs mussten die Glocken abgeliefert werden; es verblieb nur eine rund 650 Kilogramm schwere Glocke im Turm. Im Januar 1951 wurden drei neue Glocken von Karl Czudnochowsky aus Erding geweiht.

### Das Laaberberger Wallfahrtsgebet
O Maria, Königin des Himmels, Beschützerin der Erde, Mutter Gottes und unsere Mutter.
Du hilfst allen Unglücklichen, die zu dir fliehen, du tröstest alle Betrübten, die vor dir weinen, du bittest deinen göttlichen Sohn für alle, die mit Vertrauen dich darum bitten. Besonders lassest du dir an dieser Gnadenstätte die Gebete deiner demütigen Verehrer und frommen Kinder so wohl gefallen, daß niemand jemals trostlos oder hilflos von hinnen gegangen ist.
O Maria,
erbarme dich unser und erbitte uns bei deinem göttlichen Sohn Verzeihung unserer Sünden, die Gnade der wahren Bekehrung und Besserung des Lebens, Beharrlichkeit auf dem Wege der Tugend, Stärke in Versuchungen, Geduld in Leiden, Schutz in allen Gefahren, Trost und Mut in allen Trübsalen und schließlich ein seliges Ende unseres Lebens. Das erhalte uns, o liebreichste Gottesmutter Maria durch deine mächtige Fürsprache, damit wir, die wir dich hier auf Erden vertrauensvoll verehren, uns dort oben auch einmal ewig mit dir erfreuen mögen.
Amen.